# 22581 Rosahemphill
22581 Rosahemphill este un asteroid din centura principală de asteroizi.

## Descriere
22581 Rosahemphill este un asteroid din centura principală de asteroizi. A fost descoperit pe 21 aprilie 1998 la Socorro, New Mexico, în cadrul proiectului LINEAR. Asteroidul prezintă o orbită caracterizată de o semiaxă mare de 2,42 ua, o excentricitate de 0,12 și o înclinație de 1,2° în raport cu ecliptica.